# Ǧ

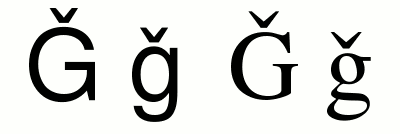
letras Ğ, ğ en Sans serif y Serif.

La Ǧ, en minúscula ǧ, es una variación de G con carón utilizada en varios ortografías latinas.

## Uso
En la transliteración azerí meridional, ǧ representa / ɣ /, la fricativa velar sonora.
En las lenguas romaní y sami skolt, representa la g (ɟ͡ʝ) palatalizada.
También se ha utilizado en las ortografías checas (y eslovacas) hasta mediados del siglo XIX para representar la consonante /ɡ/, mientras que " g " significaba /j/.
En una romanización del pastún, ǧ se usa para representar [ ɣ ] (equivalente a غ).
En el alfabeto latino bereber, ǧ se pronuncia (d͡ʒ), como una J en inglés, p. ej. jump.
En idioma lakota, ǧ representa la fricativa uvular sonora /ʁ/.
En el sistema de transliteración del árabe DIN 31635 representa la letra ﺝ (ǧīm).

## Unicode
Forma parte del bloque Latín Extendido B de Unicode, con los puntos U+01E6 y U+01E7.
| Carácter      | Ǧ                                 | Ǧ                                 | ǧ                               | ǧ                               |
| ------------- | --------------------------------- | --------------------------------- | ------------------------------- | ------------------------------- |
| Unicode       | LATIN CAPITAL LETTER G WITH CARON | LATIN CAPITAL LETTER G WITH CARON | LATIN SMALL LETTER G WITH CARON | LATIN SMALL LETTER G WITH CARON |
| Codificación  | decimal                           | hex                               | decimal                         | hex                             |
| Unicode       | 486                               | U+01E6                            | 487                             | U+01E7                          |
| UTF-8         | 199 166                           | C7 A6                             | 199 167                         | C7 A7                           |
| Ref. numérica | &#486;                            | &#x1E6;                           | &#487;                          | &#x1E7;                         |